# Jamie Demetriou
Jamie Demetriou ( /dɪˈmiːtriuː/; nacido el 1 de noviembre de 1987) es un comediante, actor y guionista británico. Es mejor conocido por su papel de Bus Rodent en Fleabag y por crear, coescribir y protagonizar Stath Lets Flats. Por este último, ganó Mejor Actor Masculino en una Comedia, Mejor Escritor de Comedia y Mejor Comedia con Guion en los Premios BAFTA 2020.

## Primeros años
Demetriou nació en el área Friern Barnet de Londres hijo de madre inglesa y padre chipriota. Su hermana mayor, Natasia Demetriou, es una comediante y actriz con la que colabora a menudo. Asistió a The Compton School en North Finchley y se unió al Chickenshed Theatre en Southgate, luego asistió a la Universidad de Bristol.

## Carrera
El programa de revista estudiantil de Demetriou, Bristol Revunions, recibió elogios de la crítica en el Edinburgh Fringe Festival de 2009 a 2011. Su programa unipersonal de varios personajes People Day más tarde hizo una comparación con Steve Coogan en The Independent.
Sus créditos como actor de comedia en televisión incluyen Scrotal Recall, Drunk History, Tracey Ullman's Show, Fleabag y la comedia de situación de Channel 4 Stath Lets Flats en la que protagoniza con su hermana Natasia Demetriou. Stath Lets Flats también fue escrita por Jamie (con los primeros tres episodios coescritos por Look Around You y el creador de Friday Night Dinner, Robert Popper) y también está protagonizada por Katy Wix y Dustin Demri-Burns. En 2019, Demetriou fue nominado a dos premios BAFTA por Stath Lets Flats: Mejor interpretación masculina en un programa de comedia y Mejor comedia con guion (como productor). En 2020, ganó un triplete de BAFTA: Mejor escritor: comedia, interpretación masculina en un programa de comedia y mejor comedia con guion (como productor).
Ha aparecido en varios podcasts, entre ellos: Distraction Pieces Podcast de Scroobius Pip; Brian Gittins and Friends; Off Menu with Ed Gamble and James Acaster; y RHLSTP de Richard Herring, así como el show de la BBC Radio 4 Fresh From the Fringe.
Demetriou también apareció en Paddington 2 como El Profesor.
Demetriou prestó su voz a Moriarty en la película animada por computadora de 2018 Sherlock Gnomes, junto a Johnny Depp como el detective del mismo nombre, y apareció en el video musical de "Nightmares" de Easy Life.
En 2019, apareció como el famoso chef Ralphy Moore en un episodio de This Time with Alan Partridge, lo que provocó que Alan tuviera una reacción alérgica importante al servirle ostras accidentalmente. También proporcionó la voz de una persona que llama por teléfono en otro episodio. Ese mismo año apareció en la comedia piloto Ellie & Natasia de su hermana Natasia e interpretó a Marcus en la miniserie estadounidense Cuatro bodas y un funeral, una adaptación de la película británica de 1994 del mismo nombre.
Actuó en stand-up como el personaje de Andy en Harry Hill's Clubnite en noviembre del 2019.
En 2020, apareció en The Great junto a Elle Fanning, la serie de televisión de comedia Miracle Workers, y desempeñó un pequeño papel en Eurovision Song Contest: The Story of Fire Saga.
En 2021 ha aparecido en Cruella de Disney y en la película biográfica La vida electrizante de Louis Wain.
En 2022, formó parte del elenco principal del programa de Chris Miller The Afterparty en Apple TV+ y prestó su voz al ángel Fingers en el programa de Netflix Dead End: El parque del terror.

## Filmografía

### Películas
| Año  | Título                                          | Papel                       | Notas  |
| ---- | ----------------------------------------------- | --------------------------- | ------ |
| 2015 | Bill                                            | Sergio                      |        |
| 2016 | The Darkest Universe                            | Jack                        |        |
| 2017 | Paddington 2                                    | El Profesor                 |        |
| 2018 | Sherlock Gnomes                                 | Moriarty (voz)              |        |
| 2018 | Game Over, Man!                                 | Sr. Ahmad                   |        |
| 2019 | Horrible Histories: The Movie – Rotten Romans   | Dimidius                    |        |
| 2020 | Eurovision Song Contest: The Story of Fire Saga | Kevin Swain                 |        |
| 2021 | Cruella                                         | Gerald                      |        |
| 2021 | La vida electrizante de Louis Wain              | Richard Caton Woodville Jr. |        |
| 2022 | Pinocho                                         | Director                    |        |
| 2022 | Catherine Called Birdy                          | Etienne                     |        |
| 2022 | Night at the Museum: Kahmunrah Rises Again      | Dr. McPhee (voz)            |        |
| 2023 | Barbie                                          | Trabajador de Mattel        |        |
| 2023 | Strays                                          | Chester                     |        |
| 2025 | De vuelta a la acción                           | Nigel                       | [ 21 ] |

### Televisión
| Año       | Título                                           | Papel                                            | Notas                                                                    |
| --------- | ------------------------------------------------ | ------------------------------------------------ | ------------------------------------------------------------------------ |
| 2013      | Anna &amp; Katy                                  | Warren                                           | También escritor (3 episodios)                                           |
| 2013      | Jamie Demetriou: Channel 4 Comedy Blaps          | Varios                                           | También escritor                                                         |
| 2013–2015 | BBC Comedy Feeds                                 | Varios                                           |                                                                          |
| 2014      | The Midnight Beast                               | Terror Moses                                     | También escritor (6 episodios) Episodio: "Going Solo"                    |
| 2014      | Uncle                                            | Fresh                                            | Episodio: "Nephew"                                                       |
| 2014      | Rev.                                             | Entrevistador                                    |                                                                          |
| 2014      | Morning Has Broken                               | Max                                              | Película de TV                                                           |
| 2014      | Badults                                          | Squinky / Eskimo                                 | Episodio: "Holiday"                                                      |
| 2014      | Friday Night Dinner                              | Manager de Bowling                               | Episodio: "Mr Morris Returns"                                            |
| 2014      | The Mimic                                        | Clown                                            |                                                                          |
| 2014      | Siblings                                         | Chico desagradable                               | Episodio: "Vet Drugs"                                                    |
| 2014      | Toast of London                                  | Troy                                             | Episodio: "Fool in Love"                                                 |
| 2014–2016 | Lovesick                                         | Samuels                                          | 2 episodios                                                              |
| 2015–2016 | Drunk History: UK                                | Cortesano de la Reina / Periodista conspiranoico | 2 episodios                                                              |
| 2015      | Cockroaches                                      | Randall                                          | 4 episodios                                                              |
| 2015      | SunTrap                                          | Zorro                                            | Protagonista                                                             |
| 2015      | Tripped                                          | Paul                                             | Protagonista                                                             |
| 2016      | The Increasingly Poor Decisions of Todd Margaret | Demolition Expert                                | Episodio: "The Poor Decisions of Todd Margaret Part 2"                   |
| 2016      | @elevenish                                       | Matt Tansey                                      |                                                                          |
| 2016      | Hoff the Record                                  | Mikey Dawson                                     | Episodio: "Divorce"                                                      |
| 2016      | Love, Nina                                       | Ladrón                                           |                                                                          |
| 2016      | Rovers                                           | Tom                                              |                                                                          |
| 2016      | Wasted                                           | Alistair                                         | Episodio: "The Other Pub"                                                |
| 2016      | Borderline                                       | DJ Stefano Rocco                                 | Episodio: "Profiling"                                                    |
| 2016      | Fleabag                                          | Bus Rodent                                       | 2 episodios                                                              |
| 2016      | Morgana Robinson's The Agency                    | Carl / Dilvery de Tesco                          | 2 episodios                                                              |
| 2016      | Halloween Comedy Shorts                          | Mark / Phil                                      | También escritor Episodio: "Jamie Demetriou's Horror: Oh God"            |
| 2016      | Year Friends                                     | Jamie                                            | También director (Episodio: "February") y escritor (Episodio: "January") |
| 2016–2017 | Tracey Ullman's Show                             | Varios                                           | 7 episodios                                                              |
| 2017      | Pls Like                                         | Bombzy                                           | Episodio: "Music"                                                        |
| 2018      | The Big Narstie Show                             | Él mismo                                         | Temporada 1, episodio 4                                                  |
| 2018      | Sally4Ever                                       | Steven                                           | Temporada 1, episodio 1                                                  |
| 2018–2021 | Stath Lets Flats                                 | Stath Charalambos                                | También creador, escritor (18 episodios) y productor (12 episodios)      |
| 2019      | Cuatro bodas y un funeral                        | Marcus                                           | Recurrente                                                               |
| 2019      | Ellie & Natasia                                  | Varios                                           |                                                                          |
| 2020      | Miracle Workers                                  | Town Crier                                       | 6 episodios                                                              |
| 2020      | The Great                                        | Doctor Chekhov                                   | 4 episodios                                                              |
| 2022      | The Afterparty                                   | Walt                                             | Protagonista                                                             |
| 2022      | Red Flag                                         | Varios                                           |                                                                          |
| 2022      | Dead End: El parque del terror                   | Fingers (voz)                                    | 9 episodios                                                              |
| 2023      | A Whole Lifetime with Jamie Demetriou            | Varios                                           |                                                                          |